# La Flotte
La Flotte is een gemeente in het Franse departement Charente-Maritime (regio Nouvelle-Aquitaine). De plaats maakt deel uit van het arrondissement La Rochelle. La Flotte telde op 1 januari 2022 3.131 inwoners. Het is een van de tien gemeenten op het eiland Île de Ré. La Flotte is lid van Les Plus Beaux Villages de France. In het dorp is er een dagelijkse markt.
Het Fort La Prée dateert uit de 17e eeuw en geeft uit op de zeestraat Pertuis breton. Het is het oudste fort van het eiland en werd gebouwd met stenen van de nabijgelegen cisterciënzer abdij van Châteliers om het Franse leger te dienen bij het Beleg van La Rochelle (1627-1628). Het weerstond een aanval van de Engelsen in 1627 bij een poging de belegerde hugenoten in La Rochelle te ontzetten. Het fort werd gerestaureerd en werd omgevormd tot museale ruimte.

## Geografie
De oppervlakte van La Flotte bedroeg op 1 januari 2022 12,32 vierkante kilometer; de bevolkingsdichtheid was toen 254,1 inwoners per km². Naar oppervlakte is het de grootste gemeente van het eiland.
De onderstaande kaart toont de ligging van La Flotte met de belangrijkste infrastructuur en aangrenzende gemeenten.

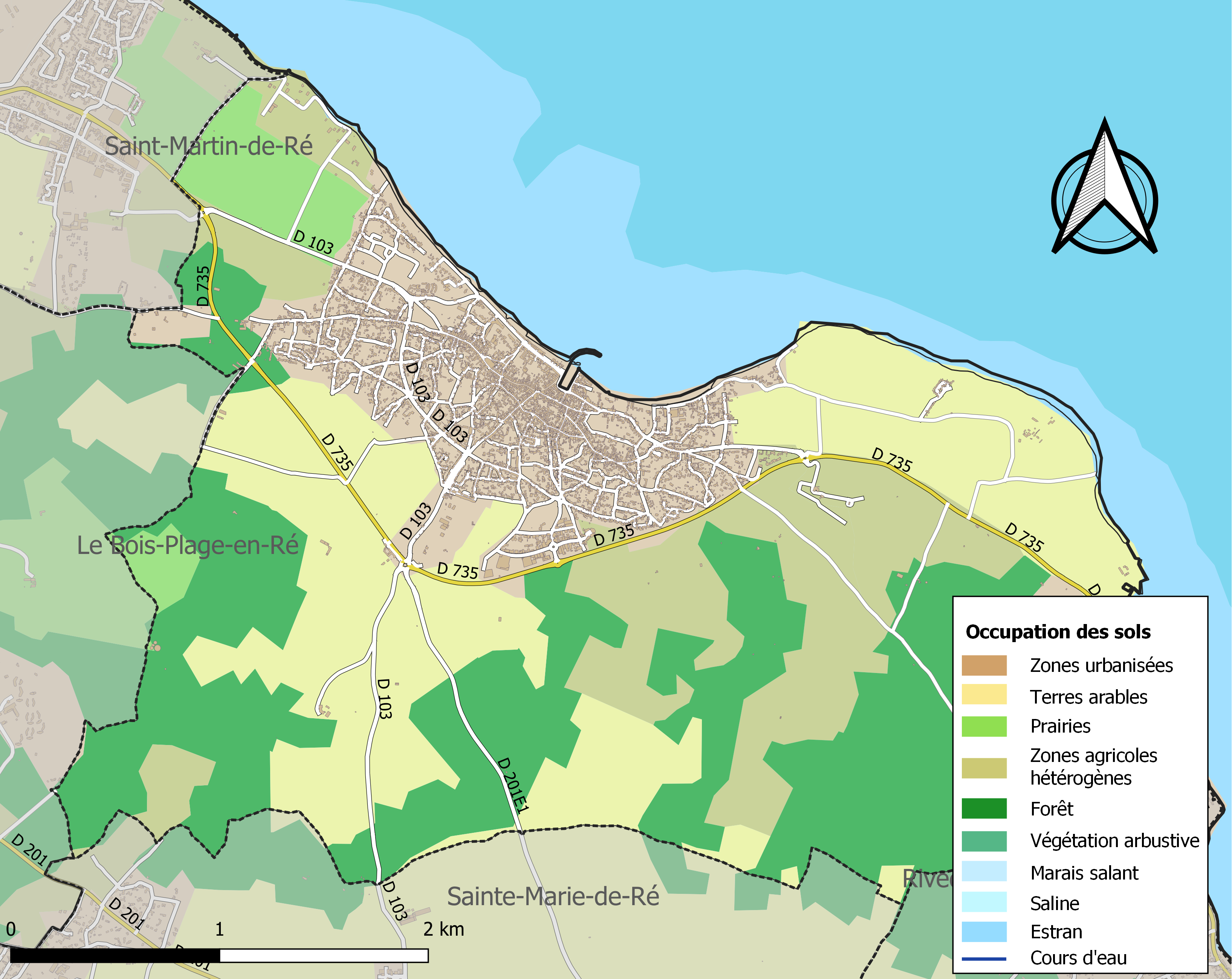

## Demografie
Onderstaande figuur toont het verloop van het inwonertal (bron: INSEE-tellingen).

## Afbeeldingen

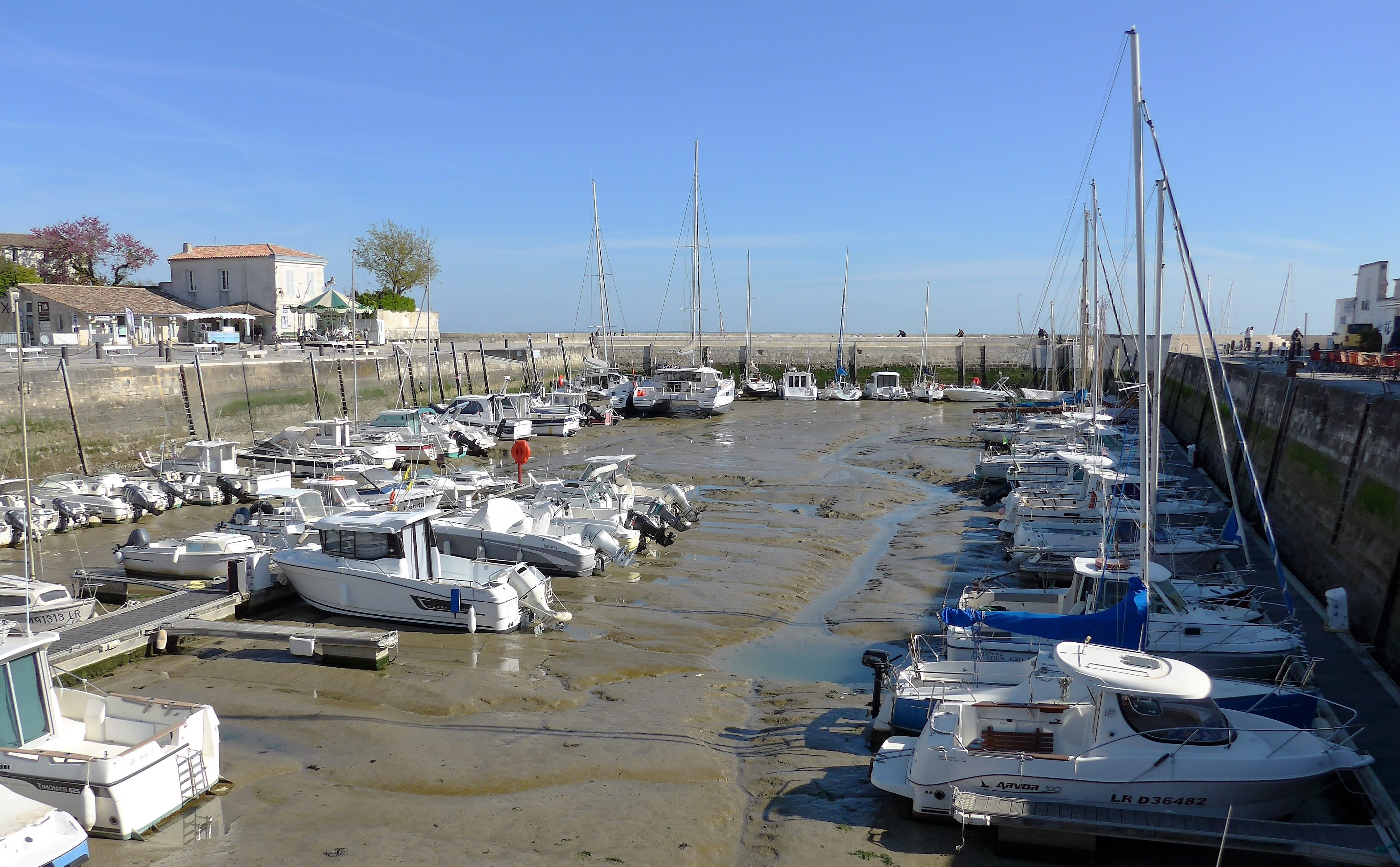
Haven
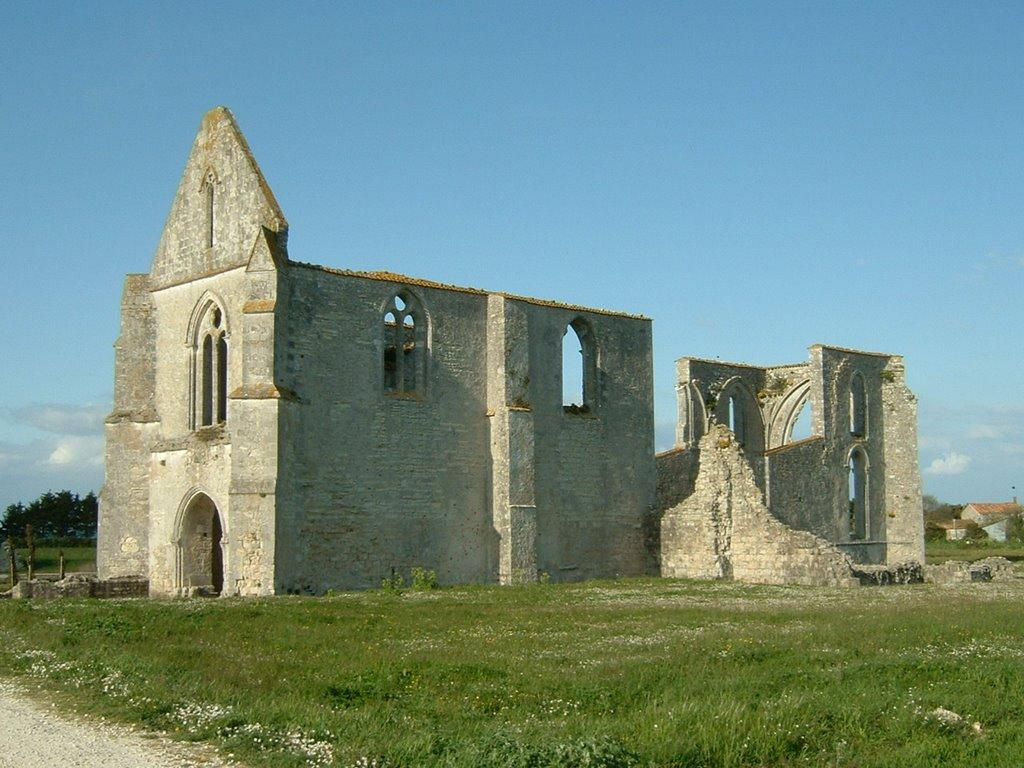
Abbaye Notre-Dame-de-Ré
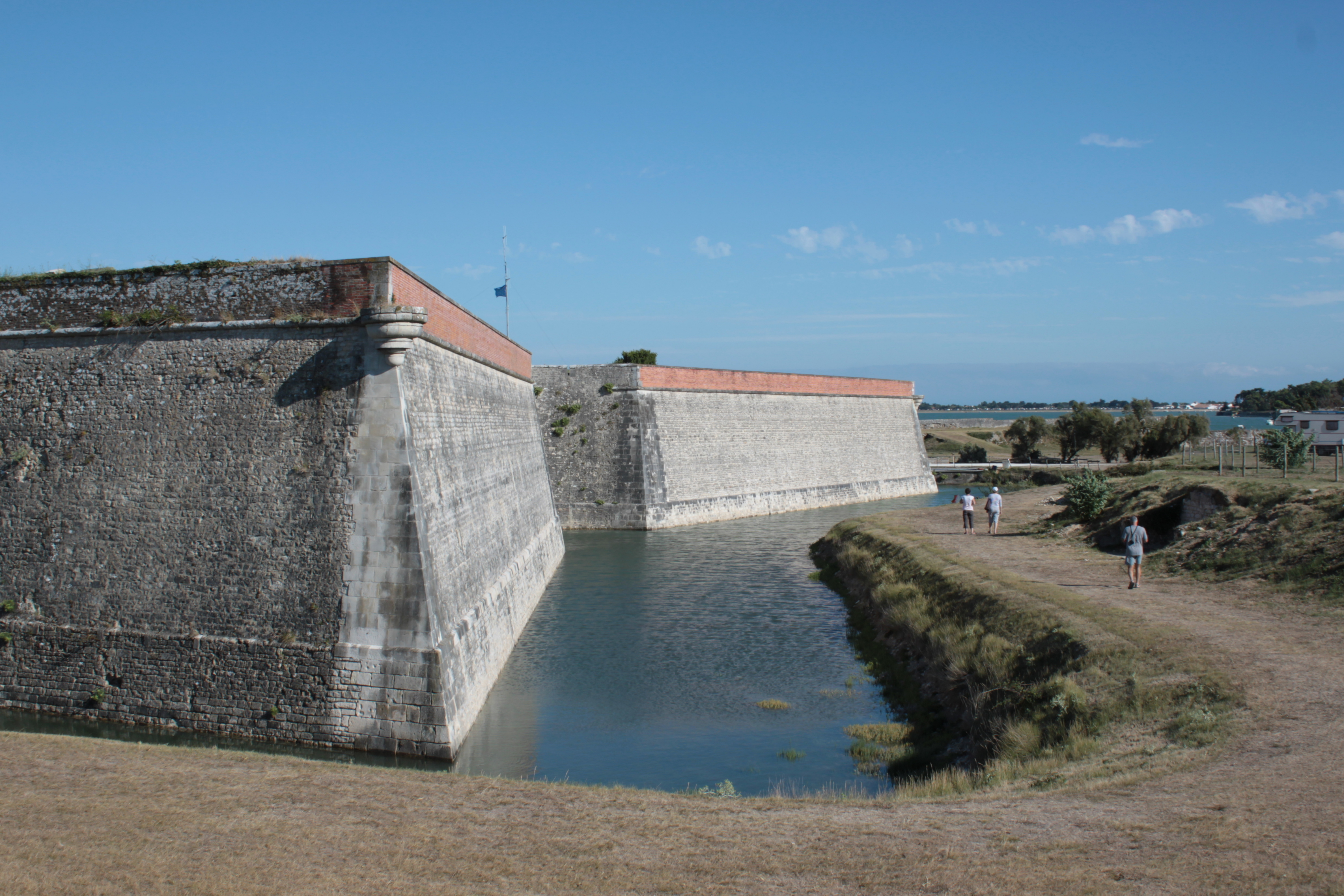
Fort La Prée